# أندي آدامز (كاتب)
أندي آدامز (بالإنجليزية: Andy Adams) (و. 1859 – 1935 م) هو كاتب، من الولايات المتحدة الأمريكية، ولد في مقاطعة ويتلي، توفي في كولورادو سبرينغس، كولورادو، عن عمر يناهز 76 عاماً.